# Сале деле Ланге
Сале деле Ланге (итал. Sale delle Langhe) је насеље у Италији у округу Кунео, региону Пијемонт.
Према процени из 2011. у насељу је живело 324 становника. Насеље се налази на надморској висини од 483 м.

## Становништво
Према резултатима пописа становништва 2011. у општини је живело 525 становника.
| 1931. | 1936. | 1951. | 1961. | 1971. | 1981. | 1991. | 2001. | 2011. |
| ----- | ----- | ----- | ----- | ----- | ----- | ----- | ----- | ----- |
| 915   | 933   | 925   | 814   | 630   | 554   | 513   | 490   | 525   |